# Manggisan
Manggisan is een bestuurslaag in het regentschap Jember van de provincie Oost-Java, Indonesië. Manggisan telt 10.867 inwoners (volkstelling 2010). Men spreekt hier voornamelijk Javaans en Bahasa Indonesia. 

Manggisan ligt aan de voet van Gunung Argopuro, een slapende stratovulkaan. Hierdoor is de grond er vruchtbaar; in het dorp worden voornamelijk rubber en koffie geteeld. Manggisan staat bekend om Air Terjun Antrokan, een waterval van 54 meter hoog.

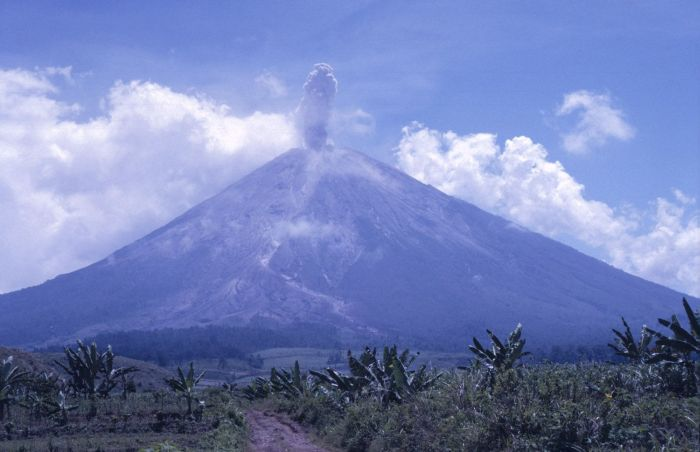
Manggisan ligt aan de voet van de vulkaan Argopuro.

1. ↑  Manggisan Waterfall. AllTrails.com. Geraadpleegd op 22 juli 2025.
2. ↑  (en) Manggisan Waterfall, Natural Beauty from Jember – Visit Indonesia – The Most Beautiful Archipelago in The World (2 april 2015). Geraadpleegd op 22 juli 2025.